# Gnamptogenys perspicax
Gnamptogenys perspicax é uma espécie de formiga do gênero Gnamptogenys.